# 1986년 칸 영화제
제39회 칸 영화제는 1986년 5월 8일부터 1986년 5월 19일까지 열린 영화제이다. 프랑스 칸에서 개최되었다.

## 수상

### 황금종려상
- 미션 - 롤랑 조페 수상
- 다운 바이 로우 - 짐 자무쉬

### 심사위원대상
- 희생 - 안드레이 타르코프스키 수상
- 성녀 테레사 - 알랭 카발리에 수상

### 감독상
- 특근 - 마틴 스코세이지 수상

### 여우주연상
- 로자 룩셈부르그 - 바바라 수코바 수상

### 남우주연상
- 이브닝 드레스 - 미첼 블랑 수상
- 모나리자 - 봅 홉킨스 수상